# Liste der Monuments historiques in Talant
Die Liste der Monuments historiques in Talant führt die Monuments historiques in der französischen Gemeinde Talant auf.

## Liste der Immobilien
| Bezeichnung       | Beschreibung                                                            | Standort                        | Kennzeichnung | Schutzstatus | Datum | Bild           |
| ----------------- | ----------------------------------------------------------------------- | ------------------------------- | ------------- | ------------ | ----- | -------------- |
| Grenzstein        | bezeichnet 1370; ehemals am Bolevard des Clomiers, Ecke Route de Troyes | im Tour de la Confrairie (Lage) | PA00112685    | Classé       | 1930  |                |
| Château de Talant | Kellergewölbe der abgegangenen Burg, 13. Jahrhundert                    | Cour du Roi (Lage)              | PA00112686    | Inscrit      | 1925  |                |
| Kirche Notre-Dame | ab dem 12. Jahrhundert                                                  | Rue Notre-Dame (Lage)           | PA00112687    | Classé       | 1908  | weitere Bilder |

## Liste der Objekte
| Bezeichnung                                                 | Beschreibung                                                        | Standort                            | Kennzeichnung | Schutzstatus | Datum | Bild           |
| ----------------------------------------------------------- | ------------------------------------------------------------------- | ----------------------------------- | ------------- | ------------ | ----- | -------------- |
| Weiheinschrift der Kirche                                   | Kalkstein, bezeichnet 1430                                          | in der Kirche Notre-Dame (Lage)     | PM21002303    | Classé       | 1908  |                |
| Grabstein für Etienne Pechinot und Antoinette Devillebichot | Kalkstein, bezeichnet 1573                                          | in der Kirche Notre-Dame (Lage)     | PM21002304    | Classé       | 1908  |                |
| Grabstein für Gérard Rougetet und Catherine Boissière       | Kalkstein, bezeichnet 1589                                          | in der Kirche Notre-Dame (Lage)     | PM21002305    | Classé       | 1908  |                |
| Grablegungsgruppe                                           | Kalkstein, farbig gefasst, erste Hälfte des 16. Jahrhunderts        | in der Kirche Notre-Dame (Lage)     | PM21002306    | Classé       | 1908  | weitere Bilder |
| Grabstein für Antoine Chastelain und Marguerite Briat       | Kalkstein, bezeichnet 1546 und 1560                                 | in der Kirche Notre-Dame (Lage)     | PM21002307    | Classé       | 1908  |                |
| Grabstein für Jehan de Cleret und seine Frau                | Kalkstein, 16. Jahrhundert                                          | in der Kirche Notre-Dame (Lage)     | PM21002308    | Classé       | 1908  |                |
| Pietà (1)                                                   | Kalkstein, farbig gefasst, 15. Jahrhundert                          | in der Kirche Notre-Dame (Lage)     | PM21002309    | Classé       | 1908  | weitere Bilder |
| Skulptur Heilige Margaretha                                 | Kalkstein, farbig gefasst, 16. Jahrhundert                          | in der Kirche Notre-Dame (Lage)     | PM21002310    | Classé       | 1908  | weitere Bilder |
| Skulptur Maria Magdalena                                    | Kalkstein, farbig gefasst, 16. Jahrhundert                          | in der Kirche Notre-Dame (Lage)     | PM21002311    | Classé       | 1908  | weitere Bilder |
| Skulptur Heiliger Dionysius                                 | Kalkstein, farbig gefasst, 16. Jahrhundert                          | in der Kirche Notre-Dame (Lage)     | PM21002312    | Classé       | 1908  |                |
| Skulptur Christus in Banden                                 | Kalkstein, 16. Jahrhundert                                          | in der Kirche Notre-Dame (Lage)     | PM21002313    | Classé       | 1908  |                |
| Kruzifix                                                    | Holz, farbig gefasst, 16. Jahrhundert                               | in der Kirche Notre-Dame (Lage)     | PM21002314    | Classé       | 1908  |                |
| Relief Hubertusjagd                                         | Kalkstein, farbig gefasst, zweites Viertel des 16. Jahrhunderts     | in der Kirche Notre-Dame (Lage)     | PM21002315    | Classé       | 1908  | weitere Bilder |
| Grabstein für André Dupont                                  | Kalkstein, bezeichnet 1534                                          | in der Kirche Notre-Dame (Lage)     | PM21002317    | Classé       | 1919  |                |
| Grabstein für Symonin de Savolles und Claudine Picquet      | Kalkstein, 16. Jahrhundert                                          | in der Kirche Notre-Dame (Lage)     | PM21002318    | Classé       | 1919  |                |
| Skulptur Heiliger Sebastian                                 | Kalkstein, farbig gefasst, 16. Jahrhundert                          | in der Kirche Notre-Dame (Lage)     | PM21002319    | Classé       | 1919  | weitere Bilder |
| Skulptur Heiliger Stefan                                    | Kalkstein, farbig gefasst, 16. Jahrhundert                          | in der Kirche Notre-Dame (Lage)     | PM21002320    | Classé       | 1919  | weitere Bilder |
| Skulptur Heiliger Rochus                                    | Kalkstein, farbig gefasst, 16. Jahrhundert                          | in der Kirche Notre-Dame (Lage)     | PM21002321    | Classé       | 1919  | weitere Bilder |
| Pietà (2)                                                   | Kalkstein, farbig gefasst, 16. Jahrhundert                          | in der Kirche Notre-Dame (Lage)     | PM21002322    | Classé       | 1944  | weitere Bilder |
| Skulptur Paulus (?)                                         | Kalkstein, farbig gefasst, 17. Jahrhundert                          | in der Kirche Notre-Dame (Lage)     | PM21002323    | Classé       | 1944  | weitere Bilder |
| Skulptur Madonna mit Kind                                   | Kalkstein, 14. Jahrhundert                                          | in der Kirche Notre-Dame (Lage)     | PM21002324    | Classé       | 1950  | weitere Bilder |
| Skulptur Madonna mit Kind, begleitet von zwei Engeln        | Aufsatz eines Prozessionsstabs; Kupfer, versilbert, bezeichnet 1610 | in der Kirche Notre-Dame (Lage)     | PM21002325    | Classé       | 1976  |                |
| Gemälde Lukasbild                                           | Ölfarbe auf Leinwand, 17. oder 18. Jahrhundert                      | in der Kirche Notre-Dame (Lage)     | PM21003613    | Inscrit      | 1978  |                |
| Büste von Bénigne Joly                                      | Bronze, 1896 gegossen, Bildhauer Léon Michel Breuil                 | an der Clinique Bénigne Joly (Lage) | PM21006680    | Inscrit      | 2022  |                |